# Mỹ Thạnh, Ba Tri
Mỹ Thạnh là một xã thuộc huyện Ba Tri, tỉnh Bến Tre, Việt Nam.
Xã Mỹ Thạnh có diện tích 9,15 km2, dân số năm 2017 là 10.879 người, mật độ dân số đạt 1.189 người/km2.